# Индијан Појнт (Мисури)
Индијан Појнт (енгл. Indian Point) град је у америчкој савезној држави Мисури.

## Демографија
По попису из 2010. године број становника је 528, што је 60 (-10,2%) становника мање него 2000. године.
| Група             | 2000.       | 2010.       |
| Белци             | 570 (96,9%) | 508 (96,2%) |
| Афроамериканци    | 0 (0,0%)    | 0 (0,0%)    |
| Азијати           | 1 (0,2%)    | 1 (0,2%)    |
| Хиспаноамериканци | 14 (2,4%)   | 11 (2,1%)   |
| Укупно            | 588         | 528         |